# Матісон Аугуст Мартинович
Аугуст Мартинович Матісон (латис. Augusts Matisons, 9 вересня 1898, волость Турайда Ризького повіту Ліфляндської губернії, тепер Латвія — 16 вересня 1944, волость Лієпкалнес біля міста Мадона, тепер Латвія) — латиський радянський діяч, 1-й секретар Ризького повітового комітету КП(б) Латвії. Депутат Верховної ради Латвійської РСР 1-го скликання. Депутат Верховної ради СРСР 1-го скликання (1941—1944).

## Життєпис
Народився в родині робітника. Закінчив початкову волосну школу в Турайде, а потім дворічну основну школу в Ризі.
Працював робітником у Цесіському повіті. У 1917 році став членом робітничого комітету та червоногвардійцем. Потрапив до німецького полону. Через деякий час повернувся до Латвії, з січня по червень 1919 року служив у Червоній армії.
У 1926 році вступив до Комуністичної спілки молоді Латвії (КСМЛ), був членом Відієнського комітету КСМЛ.
З 1928 року — керівник Турайдського відділення профспілки сільськогосподарських робітників.
Член Комуністичної партії Латвії з березня 1929 року.
У 1929—1932 роках — член Відієнського окружного комітету КПЛ. У 1931 році обраний делегатом з'їзду Інтернаціоналу в Москві від КП Латвії, але був заарештований латвійською владою і 8 місяців провів у в'язниці.
З осені 1931 року — депутат Сейму Латвії від Робітничо-селянської фракції. Заарештований латвійською владою, з 1933 по 1938 рік перебував у в'язниці. У 1938 році амністований.
Після окупації Латвії СРСР у 1940 році — член Сігулдського районного комітету КП Латвії.
У 1940—1941 роках — 1-й секретар Ризького повітового комітету КП(б) Латвії.
Під час німецько-радянської війни, з 1941 по вересень 1944 року — в Червоній армії. З березня 1942 року був політруком і відповідальним секретарем партбюро 191-го стрілецького полку 201-ї стрілецької дивізії, з 1943 року — відповідальним секретарем партбюро (парторгом) 125-го гвардійського стрілецького полку, з листопада 1943 року — парторгом 123-го гвардійського стрілецького полку 43-ї гвардійської Латиської стрілецької дивізії.
16 вересня 1944 року загинув у бою біля міста Мадона (Латвія).

## Звання
- політрук
- гвардії капітан (.10.1943)
- гвардії майор (.03.1944)

## Нагороди
- орден Вітчизняної війни ІІ ст. (28.08.1944)
- орден Червоної Зірки (9.11.1943)
- медалі